# Feliks Jesenović
Feliks Jesenović (Subotica, 20. lipnja 1854. – Baćino, 1. rujna 1939.), katolički svećenik i kulturni djelatnik. Promicao je kulturu i običaje bunjevačkih Hrvata.
Bio je sin Nikole i Julijane r. Horvatović. Kao i stariji brat Ivan, bio je svećenik. Zaredio se za svećenika 1879., službovao kao kapelan u Santovu, Čantaviru i župi sv. Roka u Subotici. Poslije toga je bio katehet u subotičkim osnovnim školama, a od 1894. je bio župnik u Baćinu, gdje je ostao do kraja života. Za njegova župnikovanja promijenila se ženska narodna nošnja u Baćinu. Dotad je bila kao u Južnom Alfoldu, a od njegova dolaska postala je poput nošnji u Bačkoj. Naučio je mještane Baćina mnogim narodnim pjesmama bunjevačkih Hrvata iz svog kraja.